# Hassan Al-Haidos
Hassan Khalid Al-Haydos (Al-Haidos; en árabe: حسن خالد حسن الهيدوس‎; Doha, 11 de diciembre de 1990) es un futbolista catarí que juega como delantero en el Al-Sadd Sports Club de la Liga de fútbol de Catar, y la selección de fútbol de Catar, equipos de los que es capitán.

## Selección nacional
Tras jugar en la selección de fútbol sub-20 de Catar y la sub-23, finalmente hizo su debut con la selección absoluta el 11 de agosto de 2008 en un encuentro del Campeonato de la Federación de Fútbol de Asia Occidental 2008 contra Irán que finalizó con un resultado de 6-1 a favor del combinado iraní. Llegó a disputar la Copa de Naciones del Golfo de 2009, la Copa de Naciones del Golfo de 2013, la Copa de Naciones del Golfo de 2014, la Copa Asiática 2015 y la Copa de Naciones del Golfo de 2017, entre varios partidos clasificatorios para el mundial de 2010, 2014 y 2018.

#### Participaciones en Copas del Mundo
| Mundial           | Sede  | Resultado      | Partidos | Goles |
| ----------------- | ----- | -------------- | -------- | ----- |
| Copa Mundial 2022 | Catar | Fase de grupos | 3        | 0     |

## Clubes
| Club       | País  | Año   | Partidos | Goles |
| ---------- | ----- | ----- | -------- | ----- |
| Al-Sadd SC | Catar | 2007- | 483      | 131   |

## Palmarés

### Títulos nacionales
| Título                     | Equipo        | País  | Año     |
| -------------------------- | ------------- | ----- | ------- |
| Liga de fútbol de Catar    | Al-Sadd S. C. | Catar | 2006-07 |
| Copa del Emir de Catar     | Al-Sadd S. C. | Catar | 2007    |
| Copa Príncipe de la Corona | Al-Sadd S. C. | Catar | 2007    |
| Copa Príncipe de la Corona | Al-Sadd S. C. | Catar | 2008    |
| Copa de las Estrellas      | Al-Sadd S. C. | Catar | 2010    |
| Liga de fútbol de Catar    | Al-Sadd S. C. | Catar | 2012-13 |
| Copa del Emir de Catar     | Al-Sadd S. C. | Catar | 2014    |
| Copa del Jeque Jassem      | Al-Sadd S. C. | Catar | 2014    |
| Copa del Emir de Catar     | Al-Sadd S. C. | Catar | 2015    |
| Copa del Emir de Catar     | Al-Sadd S. C. | Catar | 2017    |
| Copa de Catar              | Al-Sadd S. C. | Catar | 2017    |
| Copa del Jeque Jassem      | Al-Sadd S. C. | Catar | 2017    |
| Liga de fútbol de Catar    | Al-Sadd S. C. | Catar | 2018-19 |
| Copa del Jeque Jassem      | Al-Sadd S. C. | Catar | 2019    |
| Copa de las Estrellas      | Al-Sadd S. C. | Catar | 2019-20 |
| Copa de Catar              | Al-Sadd S. C. | Catar | 2020    |
| Copa del Emir de Catar     | Al-Sadd S. C. | Catar | 2020    |
| Liga de fútbol de Catar    | Al-Sadd S. C. | Catar | 2020-21 |
| Copa de Catar              | Al-Sadd S. C. | Catar | 2021    |
| Copa del Emir de Catar     | Al-Sadd S. C. | Catar | 2021    |
| Liga de fútbol de Catar    | Al-Sadd S. C. | Catar | 2021-22 |

### Títulos internacionales
| Título                      | Equipo             | Sede                   | Año  |
| --------------------------- | ------------------ | ---------------------- | ---- |
| Liga de Campeones de la AFC | Al-Sadd S. C.      | Jeonju                 | 2011 |
| Copa Asiática               | Selección de Catar | Emiratos Árabes Unidos | 2019 |
| Copa Asiática               | Selección de Catar | Catar                  | 2024 |